# Tsohar
Pour les articles homonymes, voir Zérah.
Tsohar ou Zérah est un fils de Siméon fils de Jacob et de Léa. Ses descendants s'appellent les Zérahites.

## Tsohar ou Zérah
Tsohar et Zérah sont le même personnage biblique,.

## Tsohar et ses frères
Tsohar ou Zérah a pour frères Yemouël, Yamîn, Ohad, Yakîn et Shaoul,,,.

## Tsohar en Égypte
Tsohar ou Zérah part avec son père Siméon et son grand-père Jacob pour s'installer en Égypte au pays de Goshen dans le delta du Nil.
La famille des Zérahites dont l'ancêtre est Zérah ou Tsohar sort du pays d'Égypte avec Moïse,.